# Melocanna baccifera
Melocanna baccifera ist eine immergrüne Bambus-Art mit auffällig großen Früchten. Die Heimat der Art ist Indien, Bangladesch und Myanmar, auf Taiwan wurde sie eingeführt. Besonders verbreitet ist die Bambusart im indischen Bundesstaat Mizoram, wo sie Muli genannt wird. Dort bedeckt sie eine Fläche von 10.000 km², das entspricht einer Biomasse von 26 Mio. Tonnen bei einem jährlichen Zuwachs von 5,8 Mio. Tonnen. 

## Beschreibung
Es handelt sich um eine horstbildende (pachymorphe) Bambusart. Die Halme erreichen Höhen von 10 bis 20 m und haben Durchmesser von 3 bis 7 cm. Sie sind zu Beginn grün und werden später strohfarben. Die Wände sind dünn, im unteren Bereich des Halms sehr dick. Die Internodien erreichen Längen bis zu 25 cm (nach anderen Angaben bis zu 60 cm). Die Nodien sind hervorstehend mit vielen Zweigen. Die Halmscheiden sind 10 bis 15 cm lang, zu Beginn gelblich grün später gelblich braun, und bleiben am Halm. Die Blätter sind 15 bis 30 cm lang und 2,5 bis 5 cm breit und haben dicke Blattscheiden. 
M. baccifera ist eine monokarpe Pflanze, die nur alle 40 bis 50 Jahre blüht, Früchte bildet und dann abstirbt. Dabei blühen weltweit beinahe alle Pflanzen gleichzeitig. Die birnenförmigen, fleischigen Früchte sind 7,5 bis 12,5 cm lang und 5 bis 7 cm im Durchmesser. Sie sind essbar und enthalten 50 Prozent Stärke und 12 Prozent Eiweiß. Noch an den Zweigen hängend bilden sie Rhizome und Halmspitzen (Viviparie). Das damit erreichte schnelle Wachstum der Jungpflanzen verhindert das Freiliegen und die Erosion des Bodens, soweit die jungen Pflanzen vor Wildverbiss beispielsweise durch Ratten geschützt sind.

## Nutzung
10 % der in Mizoram von M. baccifera bewachsenen Flächen sind auch wirtschaftlich nutzbar. Da der Baumbestand spärlich und auch geschützt ist, ersetzen die Halme das Holz. Sie werden zum Hausbau verwendet, als Basis für Zellstoff zur Papierherstellung, für Matten, Haushaltsgeräte und als Energiequelle zum Kochen und Heizen. Die Triebe werden als Nahrung genutzt, der Bambus enthält auch das begehrte Tabasheer.

## Folgen des Blühen vonMelocanna baccifera
Die letzte Blühperiode erfolgte in der Region Mizoram in den Jahren 1958 bis 1960, zuvor etwa 1815, 1863 und 1911. Anzeichen für ein weiteres Massenblühen sind erkennbar (Stand 2005) am vermehrten Auftreten von Raupen, dem Ausbleiben neuer Triebe und vereinzelt bereits blühende Halme. 
Mit früheren Blühperioden war das massenhafte Auftreten von Ratten verbunden, mit starken ökologischen und ökonomischen Folgen. Dabei werden die Früchte von den Ratten meist schon auf den Halmen angefressen, die sich durch das Überangebot an Nahrung massenhaft vermehren. Eine Rattenweibchen kann jährlich bei ausreichendem Nahrungsangebot bis zu 15.000 Nachkommen haben. In den Monaten Mai bis Oktober werden die reifenden Bambusfrüchte gefressen, in der Folgezeit fressen die Nager die Feldfrüchte wie Getreide oder Kartoffel und anschließend gehen sie in die Dörfer. In vorangegangenen Blühperioden kam es zu Hungersnot, Krankheiten wie Cholera, Malaria und Typhus und als Folge auch zu politischen Unruhen. Ein lokaler Name des Bambus lautet daher auch „mautak“, was Hungersnot bedeutet. 
Sowohl von der indischen Zentralregierung als auch von der Landesregierung werden Programme vereinbart, um eine Katastrophe zu verhindern, darunter
- Maßnahmen zur Ernte der nutzbaren Bestände
- Maßnahmen zur längerfristigen Lagerung der Halme bei Erhaltung der Materialqualität
- Bekämpfungsmaßnahmen gegen Ratten
- Aufbau von Konservenfabriken zur Rattenfleischverwertung für den Export in interessierte Länder (China)
- Pflanzprogramme für die folgenden 7 bis 8 Jahre

## Nachweise
- W. Liese: Das Blühen von Melocanna baccifera in Nordost -Indien und seine Folgen. In: Bambus Journal. Band 16, Nr. 1, 2005, S. 12–13.
- Melocanna baccifera bei INBAR (Memento vom 18. Februar 2012 im Internet Archive)
- Flora of Taiwan